# Sarah Travers
Sarah Travers (3 de abril de 1974 (50 años) en Belfast, Irlanda del Norte) es una periodista norirlandesa. En 2013, culminó su carrera como reportera y presentadora en la BBC Newsline.

## Carrera en la radio
Travers comenzó su carrera en la radiodifusión, mientras estudiaba en la Universidad Trent Nottingham, y trabajaba en la BBC Radio Nottingham y en su Central News.
En 1995, se unió a la BBC Radio Foyle. as a freelance reporter and news bulletin presenter y luego se trasladó a las nuevas dependencias de la BBC en Belfast en 1997.

## Privado
Travers estudió en el Dominican College, Portstewart, y estudió periodismo de radio en la Universidad Trent Nottingham.
Vive en Portstewart con su esposo, el periodista y escritor Stephen Price, y tiene dos hijos.